# Due volte accusato
Due volte accusato (in greco antico Δίς κατηγορούμενος) è uno dei dialoghi scritti da Luciano di Samosata tra i più ricchi di spunti autobiografici. È un'opera che testimonia il cambiamento negli orientamenti e nella produzione artistica dello scrittore.

## Trama
Nell'opera, l'autore si riferisce a se stesso con il nome di Sirio: finge di essere stato accusato dalla Retorica, la quale lo accusa di tradimento, e dal Dialogo, che incolpa Luciano di averlo privato della sua dignità, dopo averlo volgarizzato e dopo averne stravolto la forma e il contenuto. L'imputato, Sirio, si difende molto abilmente: ritorce l'accusa di tradimento sulla stessa Retorica, colpevole di concedersi a ignoranti e ciarlatani, in evidente polemica con i sofisti contemporanei. Poi, rivolgendosi al Dialogo, Sirio afferma di averlo sottratto allo squallore in cui era caduto, rendendolo di nuovo gradito al pubblico, grazie al riso che egli aveva generato. In questa parte, Luciano è consapevole di aver trasformato i dialoghi platonici tradizionali in un genere completamente nuovo, creato da lui.

## La polemica contro i sofisti
Le polemiche contro i sofisti contemporanei, che Luciano inserisce in molte opere, sono presenti anche in Due volte accusato. Queste polemiche testimoniano il rapporto problematico che esisteva tra Luciano di Samosata e il movimento della Seconda sofistica, di cui tuttavia viene considerato un esponente di spicco. Infatti, per la sua formazione e per l'impronta sofistica di alcune sue opere, lo scrittore appare come un rappresentante di questa corrente culturale, ma è da sottolineare che, nella sua complessa produzione, si evidenzia una particolare capacità critica nei confronti della tradizione passata e delle peculiarità attuali della società.